# 何織羽
何織羽（1991年3月12日—），台灣新聞主播。曾任八大新聞、中視新聞主播。現任壹電視新聞台《透早新聞》主播。

## 學歷
- 台灣大學事業經營碩士在職學位學程(PMBA，畢業)
- 輔仁大學歷史系、輔系新聞系(畢業)
- 光仁中學
- 金華國中
- 臺北市私立再興高級中學小學部

## 簡介
2013年參加華視主播大擂台比賽，從500位競爭者中脫穎而出，因此進入電視台。在華視期間擔任剪輯師、在家記者，2014年跳槽八大電視擔任新北警政線記者，2016年1月2日登上主播台，為該台創台以來最年輕的主播。2020年8月14日，為最後一次在八大電視播報新聞。9月14日，跳槽中視新聞擔任記者，9月30日，在中視新聞台開始播報新聞，2021年8月24日於個人社群平台宣佈離開中視新聞，現任壹電視新聞台主播，也是全台最年輕的晨間新聞負責人。

## 經歷
- 華視新聞剪輯師、實習生
- 八大新聞記者、主播
- 中視新聞記者、主播
- 壹電視新聞台主播、晨間新聞製作人、地方組副組長

## 曾主持或主播節目
| 時間                          | 頻道                 | 節目                 | 備註                  |
| 2016年1月2日－2018年          | 八大第一台           | 《GTV新聞》          | 兼職主播              |
| 2018年8月6日－2020年8月14日   | 八大第一台           | 《八大民生新聞》     | 平日午間主播/晚間代班 |
| 2020年9月30日－2021年8月11日  | 中視新聞台           | 《即時新聞現場》     | 主播                  |
| 2020年10月12日－2021年2月19日 | 中視主頻、中視新聞台 | 《中視早安新聞》     | 主播                  |
| 2021年2月14日－2021年8月15日  | 中視主頻、中視新聞台 | 《中視午間新聞》     | 週日主播              |
| 2021年5月23日－2021年8月1日   | 中視主頻、中視新聞台 | 《中視新聞全球報導》 | 週日主播              |
| 2022年1月1日－                | 壹電視新聞台         | 《壹電視整點新聞》   | 主播                  |
| 2022年4月2日－                | 壹電視新聞台         | 《透早新聞》         | 主播                  |

## 作品
- 北市府勞動檢查處微電影女主角
- 內政部營建署住宅補貼廣告
- 電影祭旗演出

## 外部連結
- 何織羽的Facebook專頁
- 何織羽的Instagram帳戶